# Płoty
Płoty (germană Plathe an der Rega) este un oraș în Polonia.